# Leskeodon mexicanus
Leskeodon mexicanus är en bladmossart som beskrevs av Jules Cardot 1911. Leskeodon mexicanus ingår i släktet Leskeodon och familjen Daltoniaceae. Inga underarter finns listade i Catalogue of Life.